# Edward Van Sloan

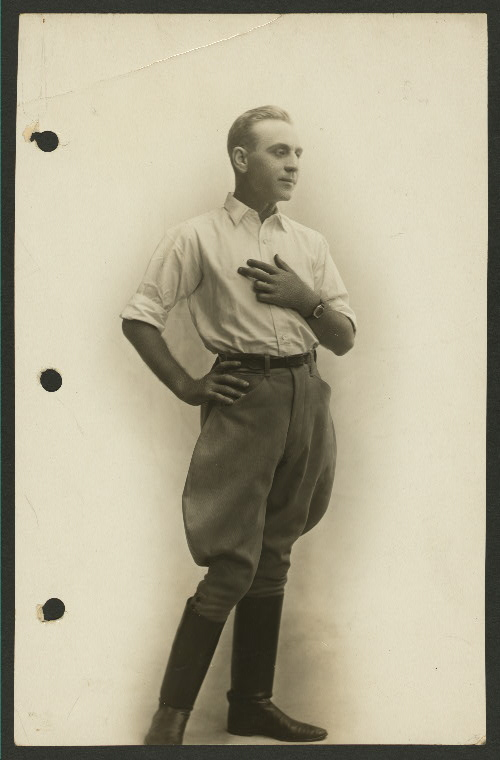
Van Sloan im Theaterstück Polly Preferred 1923

Edward Van Sloan (* 1. November 1882 in Chaska, Minnesota; † 6. März 1964 in San Francisco, Kalifornien) war ein US-amerikanischer Schauspieler.

## Leben und Karriere
Edward Van Sloan wuchs mit drei Schwestern bei seiner Mutter in Kalifornien auf, der Vater war früh verstorben. Seine Familie war deutscher Herkunft. Bis zum Ersten Weltkrieg arbeitete Van Sloan als Werbegrafiker, dann zog es ihn als Theaterschauspieler zur Bühne. 1930 kam er nach Hollywood, um die Rolle des Doktor Van Helsing, die er bereits zuvor im Bühnenstück Dracula am Broadway verkörpert hatte, in der gleichnamigen Verfilmung zu spielen. Diese Rolle repräsentierte er noch einmal in Draculas Tochter (Draculas Daughter) im Jahr 1936. Seit Dracula war er auf Rollen ähnlich dem Dr. Van Helsing festgelegt und spielte in den Horrorklassikern Frankenstein (1931) und Die Mumie (1932) ebenfalls kluge Wissenschaftler, die wie schon Helsing die Gefahren der Horrorwesen als erste erkennen. Erkennbar wurde Van Sloan vor allem durch seinen langsamen, markanten Sprechstil mit einem gerollten R.
Van Sloan spielte aber nicht nur die „Guten“, sondern übernahm in anderen Horrorfilmen auch Rollen, in denen er auf die Seite des Bösen wechselte, wie in Hinter der Maske (1932). Außerhalb von Horrorfilmen und vor allem in den späteren Jahren seiner Karriere blieben die Rollen des grauhaarigen Charakterdarstellers zumeist klein. Hin und wieder wurden seine Auftritte sogar nicht einmal im Abspann erwähnt. In den 1940er-Jahren spielte er im Rahmen von Propagandafilmen eine Reihe von Nationalsozialisten, ehe er sich 1950 nach fast 90 Filmen aus dem Schauspielgeschäft zurückzog. Bis zu seinem Tod gab er nur noch vereinzelte Interviews. 
Mit seiner Frau Myra Jackson war er von 1911 bis zu ihrem Tod im Jahr 1960 verheiratet. Sie hatten ein Kind namens Paul (* 1912). Edward Von Sloan starb mit 81 Jahren in San Francisco.

## Filmografie (Auswahl)
- 1916: Slander
- 1931: Dracula
- 1931: Frankenstein
- 1932: Hinter der Maske (Behind the Mask)
- 1932: Man Wanted
- 1932: The Last Mile
- 1932: The Death Kiss
- 1932: Die Mumie (The Mummy)
- 1933: It’s Great to Be Alive
- 1933: Baby Face
- 1933: Deluge
- 1933: Murder on the Campus
- 1934: Manhattan Melodrama
- 1934: Die scharlachrote Kaiserin (The Scarlet Empress)
- 1934: The Life of Vergie Winters
- 1935: Der Untergang von Pompeji (The Last Days of Pompeii)
- 1935: Das schwarze Zimmer (The Black Room)
- 1935: Spiel mit dem Feuer (Grand Exit)
- 1936: Draculas Tochter  (Dracula’s Daughter)
- 1936: Louis Pasteur (The Story of Louis Pasteur)
- 1937: The Road Back
- 1937: Schiffbruch der Seelen (Souls at Sea)
- 1938: That Mothers Might Live (Kurzfilm)
- 1938: Storm Over Bengal
- 1940: Abe Lincoln in Illinois
- 1940: Teddy the Rough Rider (Kurzfilm)
- 1940: Hochzeit wider Willen (The Doctor Takes a Wife)
- 1940: Before I Hang
- 1941: Das Ungeheuer von Chicago (The Monster and the Girl)
- 1941: Roman einer Tänzerin (The Man In Her Life)
- 1942: Valley of Hunted Man
- 1943: Hitler’s Children
- 1943: Botschafter in Moskau (Mission to Moscow)
- 1943: Das Lied von Bernadette (The Song of Bernadette)
- 1944: Captain America
- 1944: Mission im Pazifik (Wing and a Prayer)
- 1944: Der Ring der Verschworenen (The Conspirators)
- 1945: The Mask of Dijon
- 1948: Eine auswärtige Affäre (A Foreign Affair)
- 1948: Sealed Verdict
- 1950: Gangster ohne Gnade (This Side of The Law)
- 1950: Der Gangsterboß von Rocket City (The Underworld Story)